# Kozienice-Majątek
Kozienice-Majątek – dawna miejscowość i jednostka administracyjna (1933-1961), od 1961 podzielona między miastem Kozienice a wsią Wójtostwo w gminie Kozienice, w powiecie kozienickim, w województwie mazowieckim. Obejmowała m.in. zespół parkowo-pałacowy i Państwową Stadninę Koni Kozienice.

## Historia
W 1933 roku przeprowadzono w Polsce reformę administracyjną, kiedy to zlikwidowano Zebranie Gminne, a jego kompetencje przejęła Rada Gminy. Gminy podzielono na gromady obejmujące kilka wsi. W gromadzie funkcjonowało natomiast Zebranie Gromadzkie, które wybierało sołtysa i jego zastępcę. Gromada o nazwie Kozienice-Majątek powstała 4 listopada 1933 w gminie Kozienice, w powiecie kozienickim, w woj. kieleckim; składała się z samego majątku państwowego Kozienice.
Podczas II wojny światowej gromadę Kozienice-Majątek włączono do Generalnego Gubernatorstwa (dystrykt radomski, powiat radomski), gdzie w 1943 roku liczyła 112 mieszkańców.
Po wojnie w województwie kieleckim, jako jedna z 14 gromad gminy Kozienice w reaktywowanym powiecie kozienickim.
W związku z reformą znoszącą gminy jesienią 1954 roku, Kozienice-Majątek (jako parcelacja Kozienice) włączono do nowo utworzonej gromady Przewóz. 
31 grudnia 1961 gromadę Przewóz zniesiono, a część obszaru b. majątku państwowego Kozienice włączono do Kozienic. Obszar ten objął głównie zespół parkowo-pałacowy, natomiast Państwowa Stadnina Koni Kozienice i przyległe do niej tereny zielone pozostały poza obszarem miasta, mimo bezpośredniego styku z miastem.